# 마리오와 소닉 소치 동계올림픽
마리오와 소닉 소치 동계 올림픽(일본어: マリオ＆ソニックAT ソチ冬季オリンピック) (Mario and Sonic at the Sochi 2014 Olympic Winter Games)은 유럽연합에서 먼저 Wii U 용으로 발매하였다.

## 등장 인물

### 마리오 시리즈
- 마리오
- 루이지
- 쿠파
- 피치
- 데이지
- 와리오
- 와루이지
- 요시
- 동키콩
- 쿠파주니어

### 소닉 시리즈
- 소닉
- 테일즈
- 너클즈
- 에이미
- 섀도우
- 벡터
- 실버
- 블레이즈
- 닥터 에그맨
- 메탈 소닉

## 종목

### 올림픽 이벤트
- 알파인 스키 다운힐
- 스키 점프 라지힐
- 모굴
- 스키 크로스
- 바이애슬론
- 스노보드 평행 대회전
- 스노보드 슬로프
- 스노보드 크로스
- 스피드 스케이팅 500m
- 쇼트트랙 1000m
- 피겨 스케이팅 (싱글+페어)
- 스켈레톤
- 봅슬레이
- 아이스하키
- 컬링

### 드림 이벤트
- 동계 스포츠 레이스
- 토관 스노보드
- 드림 피겨 스케이팅
- 롤러코스터 봅슬레이
- 동계 거리 하키
- 홀인원 컬링
- 스노볼 스크림에지
- 킬러 슬라이스 레이스